# Восточные Спорады
Восто́чные Спора́ды (греч. Ανατολικές Σποράδες) или Восточно-Эгейские острова — архипелаг в Эгейском море, лежащий вдоль побережья Малой Азии. Иногда острова архипелага Восточные Спорады относят к Северо-Эгейским островам.
Находятся в восточной части Эгейского моря. На севере Восточные Спорады граничат с Северо-Эгейскими островами, на юге с архипелагом Додеканес.
Основные острова:
- Андипсара
- Икария
- Инусе
- Псара
- Самос
- Фурни
- Хиос